# Bretteville (Manche)
Bretteville is een gemeente in het Franse departement Manche (regio Normandië). De plaats maakt deel uit van het arrondissement Cherbourg. Bretteville telde op 1 januari 2022 1.006 inwoners.

## Geografie
De oppervlakte van Bretteville bedroeg op 1 januari 2022 5,78 vierkante kilometer; de bevolkingsdichtheid was toen 174 inwoners per km².

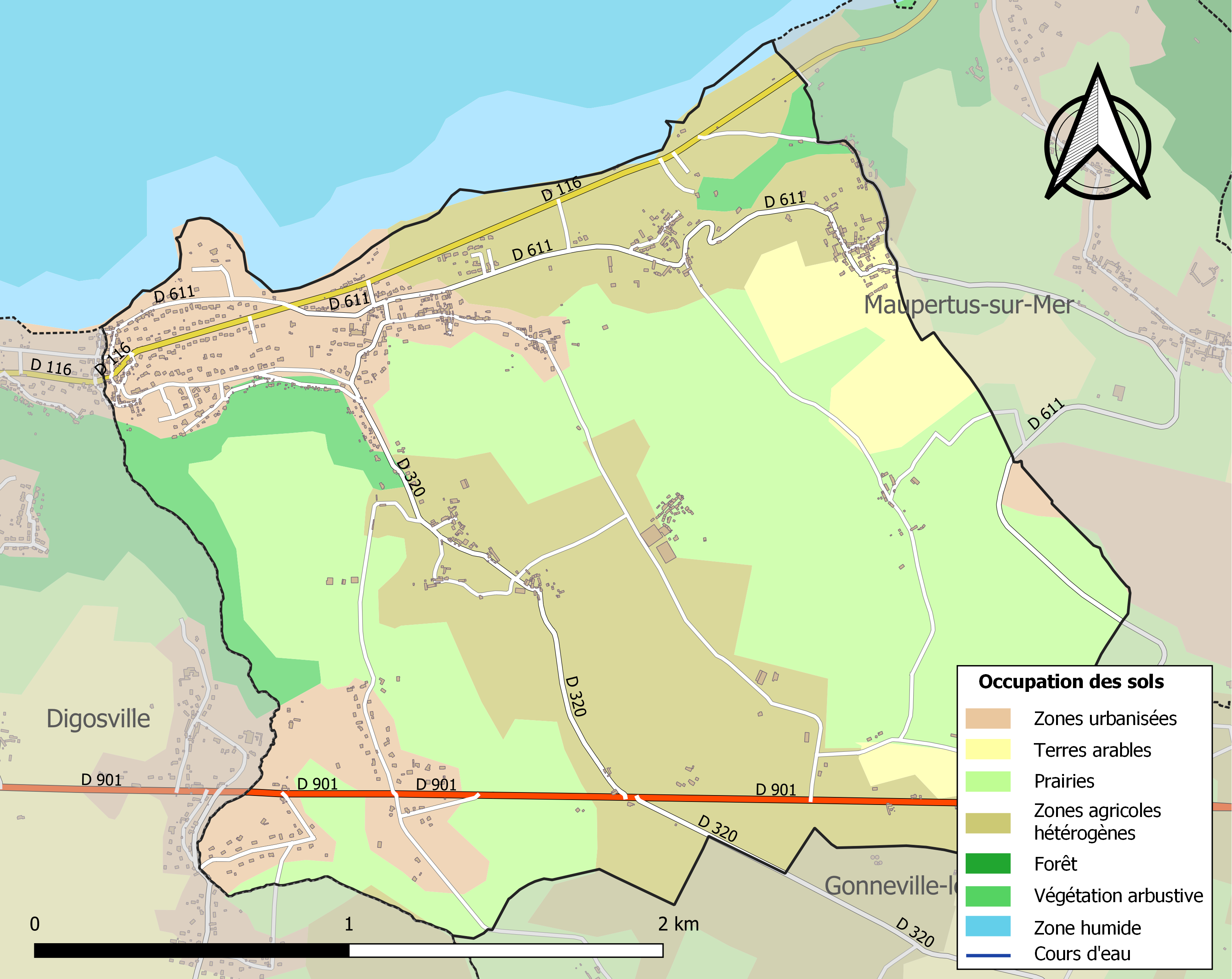
Kaart van de gemeente met de belangrijkste infrastructuur, bodemgebruik en omliggende gemeenten

## Demografie
Onderstaande figuur toont het verloop van het inwonertal (bron: INSEE-tellingen).

Bretteville · Cherbourg-en-Cotentin (deels) · Digosville · Le Mesnil-au-Val